# Кльонови-Двур
Кльонови-Двур (пол. Klonowy Dwór) — село в Польщі, у гміні Малдити Острудського повіту Вармінсько-Мазурського воєводства.
Населення — 131 особа (2011).
У 1975-1998 роках село належало до Ольштинського воєводства.

## Демографія
Демографічна структура станом на 31 березня 2011 року:
|          | Загалом | Допрацездатний вік | Працездатний вік | Постпрацездатний вік |
| -------- | ------- | ------------------ | ---------------- | -------------------- |
| Чоловіки | 73      | 10                 | 55               | 8                    |
| Жінки    | 58      | 12                 | 35               | 11                   |
| Разом    | 131     | 22                 | 90               | 19                   |